# Robert Auer
Pour les articles homonymes, voir Auer.

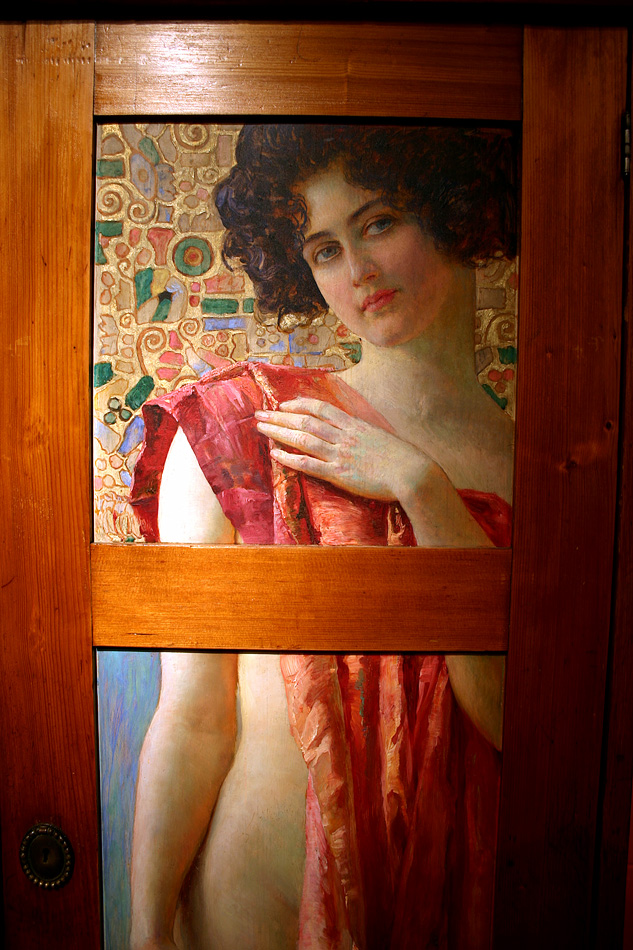

Robert Eugen Leopold Auer, né le 27 novembre 1873 à Zagreb (Empire austro-hongrois) et mort dans cette ville le 8 mars 1952, est un peintre et illustrateur croate.

## Biographie
Excellent violoniste, Robert Auer décide de s'orienter à 25 ans vers une carrière de peintre et étudie à l'Académie de Vienne puis de Munich sous la direction de Carl von Marr. En 1896, il participe à la Sécession de Munich.
Il acquiert une certaine notoriété en tant que portraitiste, réalisant plus de 150 tableaux. Prolifique, son style est alors proche du courant Art nouveau. En 1900, il fut l'un des peintres représentant la Croatie à l'Exposition universelle de Paris.
Par la suite, il fut professeur à l'Académie des Beaux arts de Zagreb, puis ouvrit dans cette même ville une école privée d'enseignement artistique qu'il dirigea avec son épouse, Léopoldine Auer-Schmidt. 
Dans les années 1940, son art fut qualifié de « bourgeois » et en partie oublié.
Il produisit sous le pseudonyme de Boja un certain nombre d'illustrations érotiques.

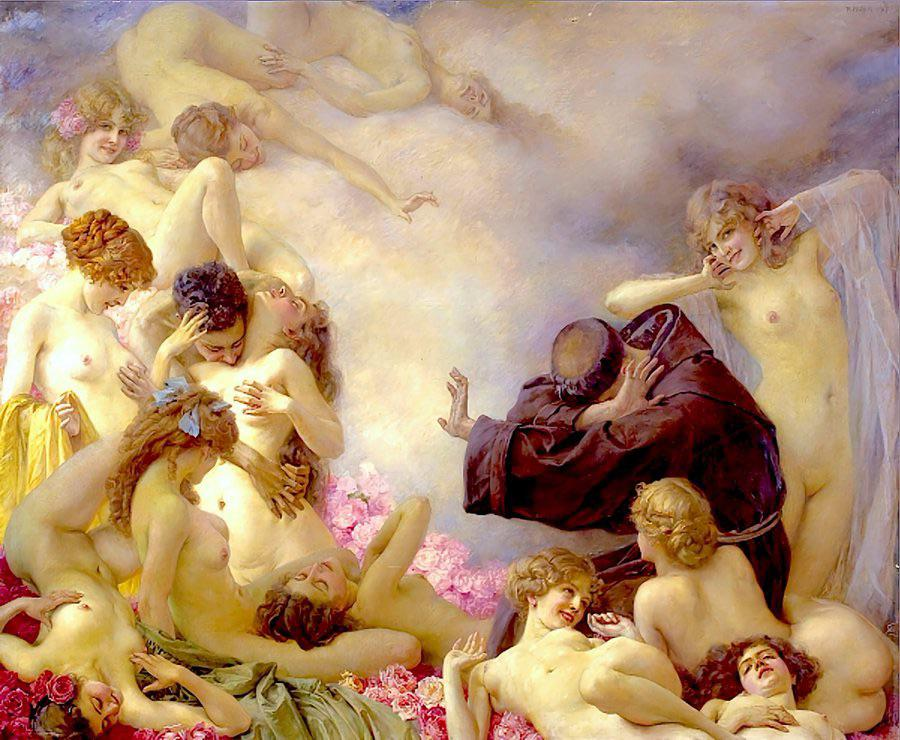
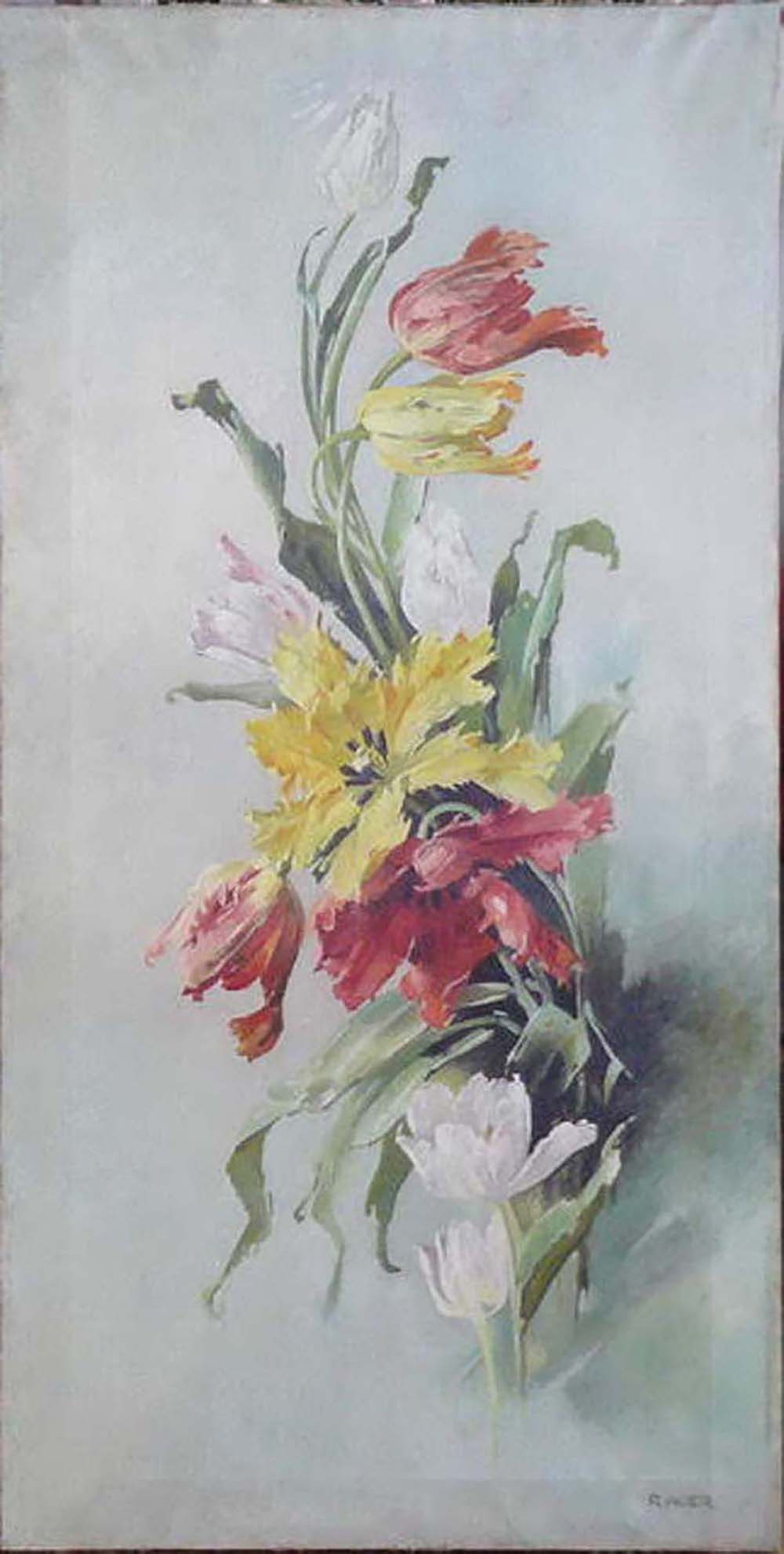
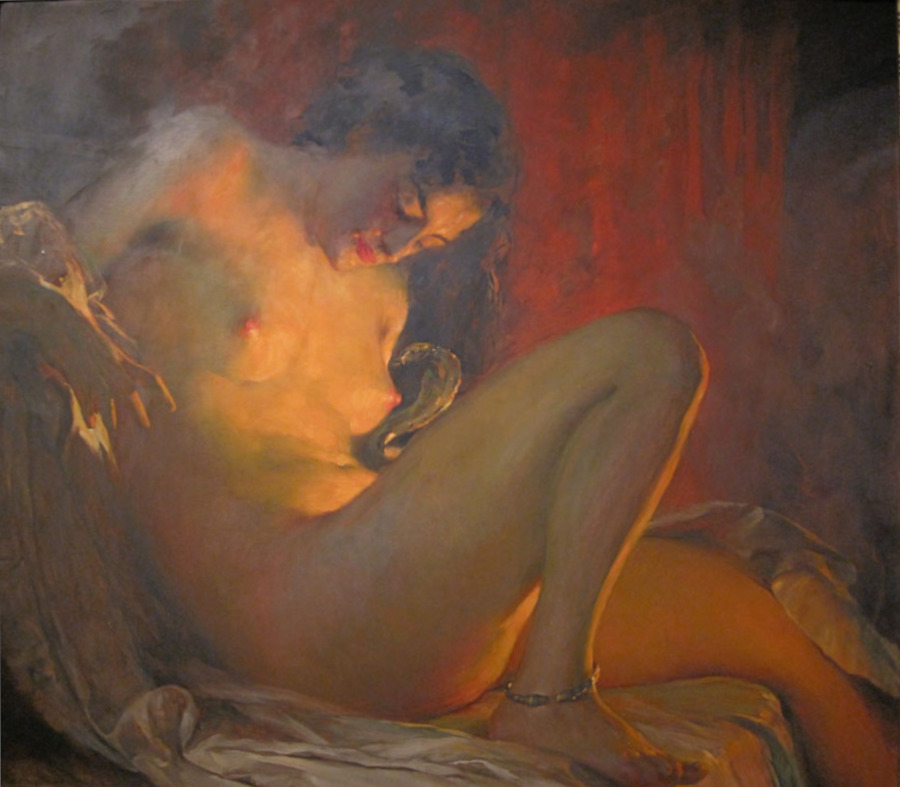